# Eszter Erdélyi
Eszter Erdélyi es una deportista húngara que compitió en triatlón. Ganó una medalla de oro en el Campeonato Europeo de Xterra Triatlón de 2007.

## Palmarés internacional
| Campeonato Europeo | Campeonato Europeo | Campeonato Europeo | Campeonato Europeo |
| Año                | Lugar              | Medalla            | Prueba             |
| ------------------ | ------------------ | ------------------ | ------------------ |
| 2007               | Orosei (Italia)    | Medalla de oro     | Individual         |